# Екере (комуна, лен Вестра-Йоталанд)
Комуна Екере (швед. Öckerö kommun) — адміністративно-територіальна одиниця місцевого самоврядування, що розташована в лені Вестра-Йоталанд у південно-західній Швеції.
Екере 287-а за величиною території комуна Швеції. Адміністративний центр комуни — місто Екере.

## Населення
Населення становить 12 539 чоловік (станом на вересень 2012 року). 
| Кількість населення комуни Екере за 1970-2010 роки | Кількість населення комуни Екере за 1970-2010 роки | Кількість населення комуни Екере за 1970-2010 роки | Кількість населення комуни Екере за 1970-2010 роки | Кількість населення комуни Екере за 1970-2010 роки |
| -------------------------------------------------- | -------------------------------------------------- | -------------------------------------------------- | -------------------------------------------------- | -------------------------------------------------- |
| Рік                                                |                                                    |                                                    | Населення                                          |                                                    |
| 1970                                               | 1970                                               |                                                    | 8 478                                              | 8 478                                              |
| 1975                                               | 1975                                               |                                                    | 9 219                                              | 9 219                                              |
| 1980                                               | 1980                                               |                                                    | 9 842                                              | 9 842                                              |
| 1985                                               | 1985                                               |                                                    | 10 260                                             | 10 260                                             |
| 1990                                               | 1990                                               |                                                    | 11 008                                             | 11 008                                             |
| 1995                                               | 1995                                               |                                                    | 11 590                                             | 11 590                                             |
| 2000                                               | 2000                                               |                                                    | 11 827                                             | 11 827                                             |
| 2005                                               | 2005                                               |                                                    | 12 231                                             | 12 231                                             |
| 2010                                               | 2010                                               |                                                    | 12 449                                             | 12 449                                             |
| Джерело: SCB                                       |                                                    |                                                    |                                                    |                                                    |

## Населені пункти
Комуні підпорядковано 8 міських поселень (tätort) та низка сільських, більші з яких:
- Екере (Öckerö)
- Гене (Hönö)
- Б'єрке (Björkö)
- Футе (Fotö)
- Гельсе (Hälsö)
- Челле-Кніппла (Källö-Knippla)

## Галерея

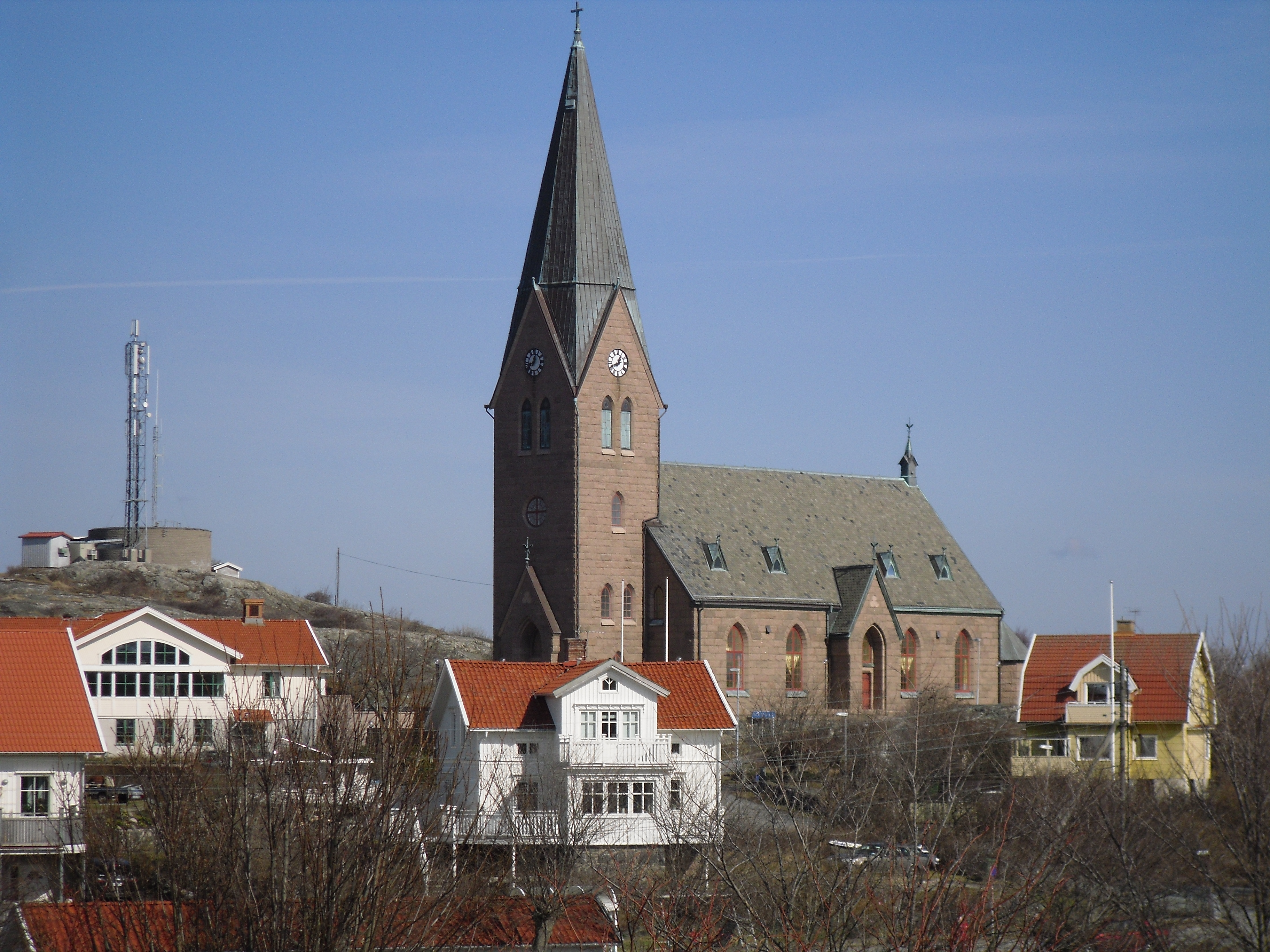
Нова церква (Екере)
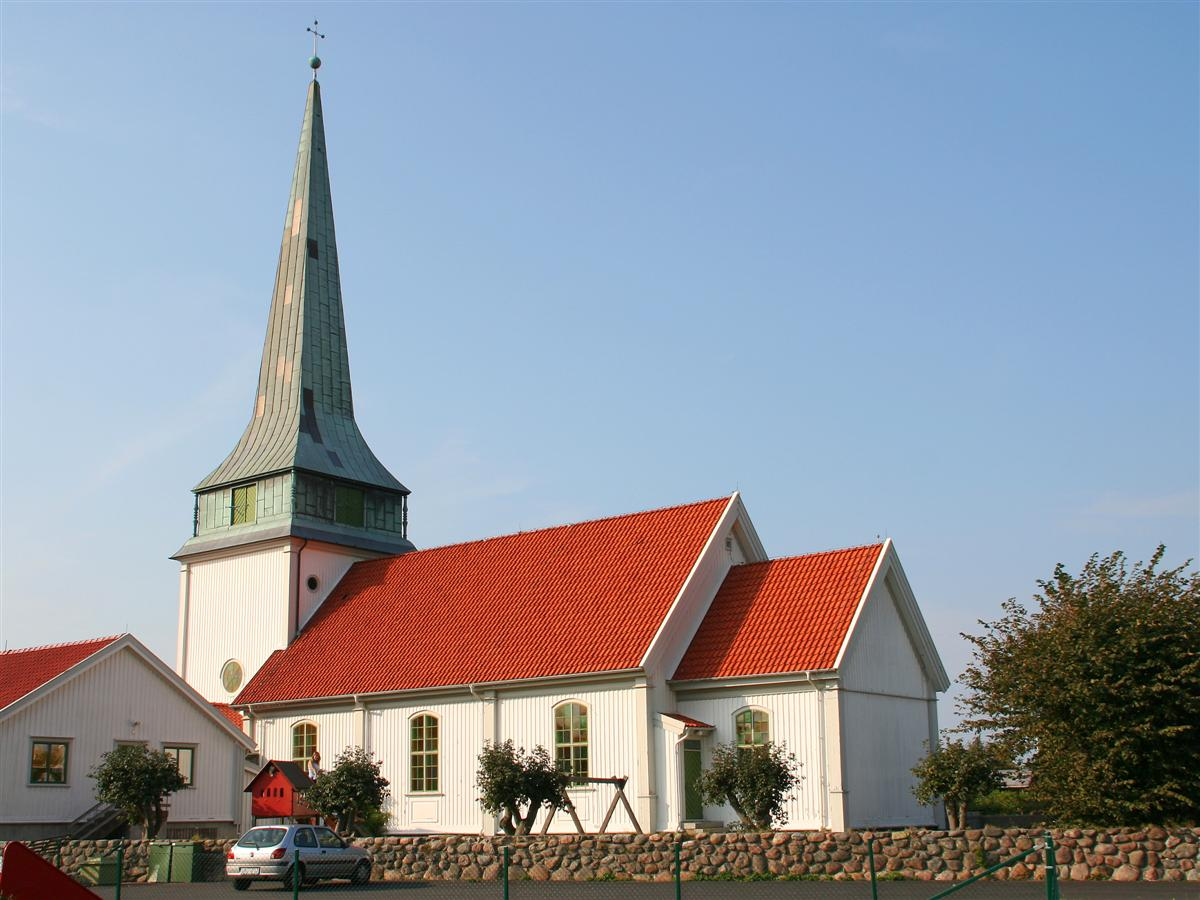
Церква (Гене)
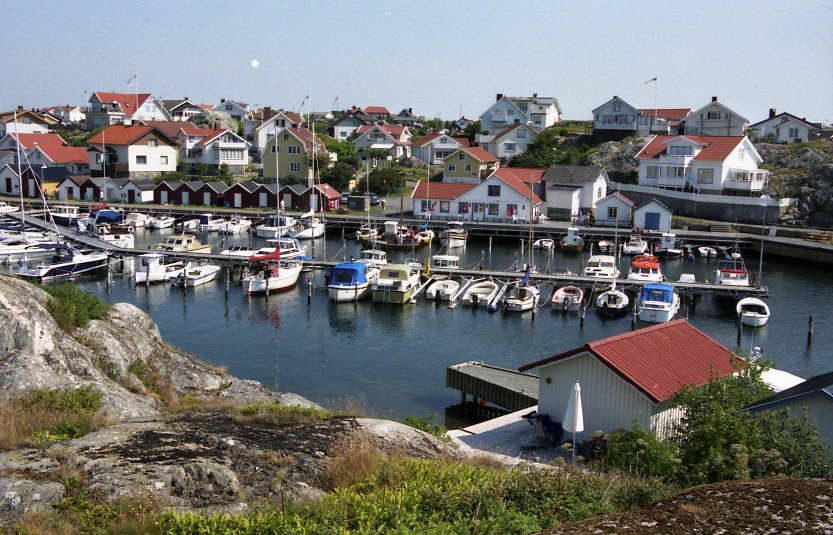
Містечко Футе
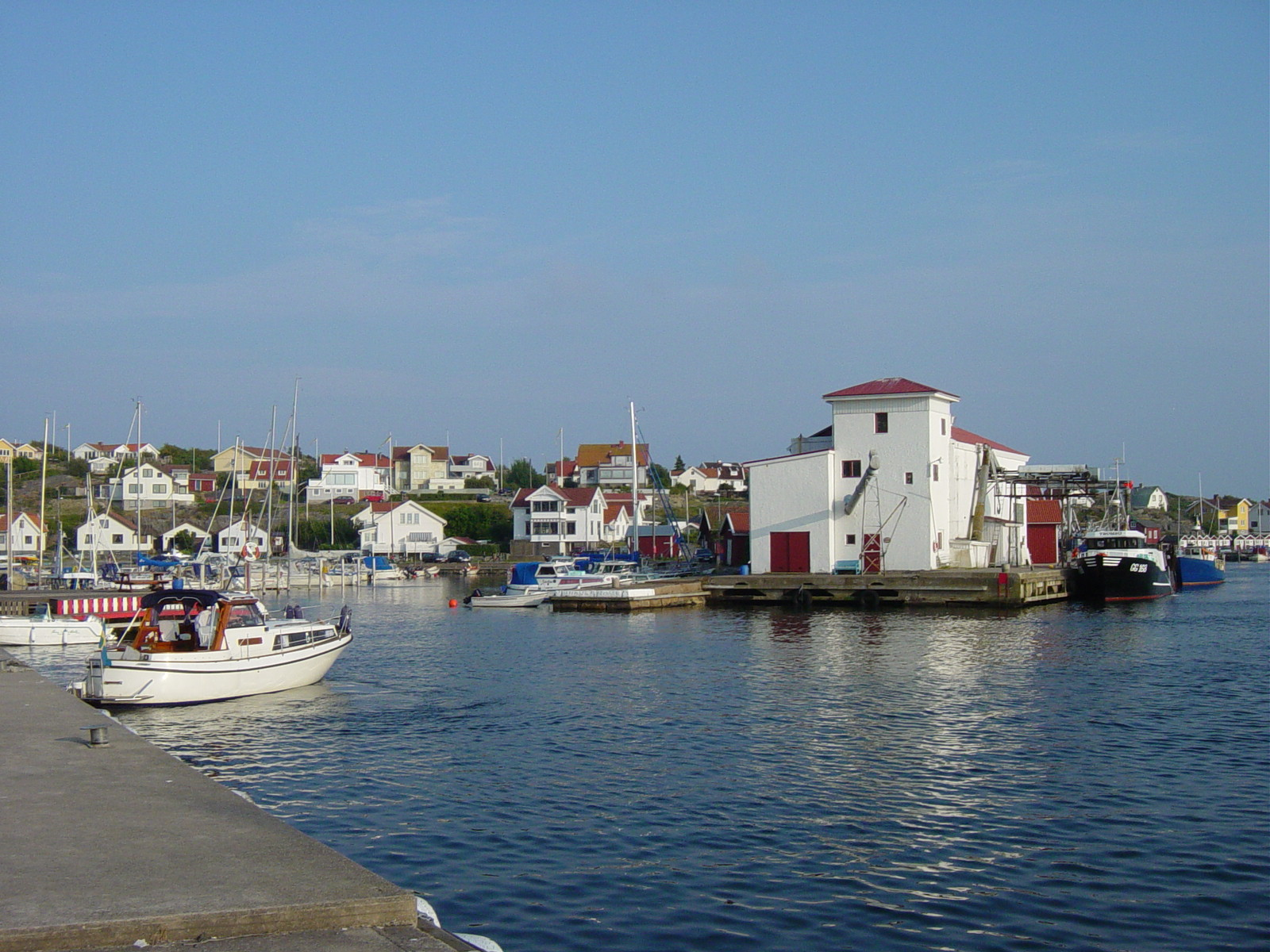
Порт Б'єрке